# 소토아사히카와촌
소토아사히카와촌(外旭川村)은 아키타현 미나미아키타군에 설치되었던 촌이다.